# Emili Cabot i Rovira
Emili Cabot i Rovira (Barcelona, 21 de setembre de 1856 – Barcelona, 27 de febrer de 1924) fou un dissenyador de joies i col·leccionista d'art.

## Biografia
Va néixer al carrer de l'Argenteria de Barcelona, fill de l'argenter mataroní Francesc Cabot i Ferrer i de la seva esposa Rosa Rovira i Balançó (1826-1914), també natural de Mataró, sent inscrit amb els nom d'Emili Pere Jaume.
Descendent de família d'orfebres i membre de la Junta de Museus, va mantindre una activitat promotora de les exposicions d'art. Treballà activament en la recuperació del patrimoni artístic català, adquirí a Viena Sant Jordi i la princesa (actualment al Museu Nacional d'Art de Catalunya) i enriquí el fons del Museu d'Arts Decoratives de Barcelona amb el llegat de la seva important col·lecció de vidres.
El Museu Nacional d'Art de Catalunya (MNAC) conserva dos retrats seus fets per Ramon Casas: un d'entre 1905 i 1908 i un altre del 1916. Quan el 1908 Casas oferí aquesta col·lecció de retrats al MNAC, fou precisament Emili Cabot el membre elegit per la Junta de Museus per gestionar aquesta donació.